# Artifact (відеогра)
Artifact (укр. Артефакт) — це колекційна карткова відеогра, розроблена корпорацією Valve. Гра заснована на битві двох гравців на трьох дошках, які називаються лініями, і базується на всесвіті Dota 2, MOBA-гри від Valve. Artifact була розроблена автором Magic: The Gathering Річардом Гарфілдом і передбачає купівлю й продаж карток на ринку Steam. Гра була випущена для Microsoft Windows, MacOS і Linux у листопаді 2018 року, і запланована на пристрої Android і iOS наступного року.
Незважаючи на те, що Artifact зазнала критики за її високу складність для нових гравців та модель монетизації, яка відрізняється від звичних для ККІ, її складний геймплей та механіка драфт-режиму отримали високу оцінку.

## Ігровий процес
Геймплей Artifact полягає у створенні колоди з карт, отриманих за допомогою придбання окремих карток на ринку Steam або комплектів карт, щоб перемогти суперника у режимі гри один-на-один. Artifact базується на багатьох елементах з MOBA гри Dota 2, розроблену також Valve. Зокрема, гра відрізняється від більшості інших традиційних карткових ігор, маючи, як і Dota 2, три «лінії», що охороняються вежами. В цій грі кожна лінія існує не як шлях на місцевості, а як незалежна дошка. Після того, як вежу зруйновано, на її місці виникає споруда під назвою «Древній» (англ. Ancient, на ігровому сленгу — трон). Перемагає той гравець, який зруйнує «Древнього» суперника або знищить дві його вежі.
Кожна колода містить принаймні 40 карт. Карти поділені на три рівня за рідкістю на: поширені, незвичайні і рідкісні. Крім того вони згруповані в чотири кольори: червоні, зелені, чорні і сині. Кожен колір має свої унікальні ефекти на дошці.
Кожна лінія має незалежний запас мани, яка використовується для розігрування карт і зростає на один пункт після кожного раунду. Коли розігрується карта, ініціатива переходить до іншого гравця. Після того, як всі карти були розіграні, починається фаза битви, герої гравців і незалежні створіння «кріпи» починають атакувати все, що знаходиться навпроти них, включаючи протилежну вежу, якщо вона не заблокована картками. Це повторюється до тих пір, поки не будуть розіграні всі три смуги, після чого гра переходить до «Торгової фази», де золото, накопичене за успіхи в боях, витрачається на придбання корисних предметів для героїв. Ці предмети розташовуються в трьох слотах для зброї, броні та аксесуарів.

## Розробка

### Концепція гри
Розробка Artifact розпочалася наприкінці 2014 року, коли головний дизайнер Річард Гарфілд був залучений, щоб допомогти зробити карткову гру завдяки своєму досвіду створення популярної франшизи Magic: The Gathering . Гру потім анонсували через трейлер на The International 2017, великому кіберспортивному турніруі з Dota 2, організованого корпорацією Valve, хоча ніяких конкретних деталей не було. Більш детальну інформацію про концепцію та геймплей Артефакту розкрив співзасновник Valve Гейб Ньюелл під час зустрічі з прес-службою в штаб-квартирі Valve в березні 2018 року. Там Ньюелл заявив, що Artifact спочатку не була заснована на Dota 2 , але було вирішено зробити це пізніше впродовж розробки, адже це було «доцільно». Ньюелл також заявив, що гра не буде безкоштовною. Він також повідомив сподівання, що Artifact досягне успіху у карткових іграх як це зробила Half-Life 2 у шутерах.

### Бета-тестування
У закритому (приватному) порядку бета-тестування взяли участь професійні гравці та коментатори Hearthstone, Гвінт, Magic: The Gathering і Dota 2.
Відвідувачі The International 2018 і стенда Artifact на виставці PAX West отримали копії Artifact і доступ в бета-тестування. крім того було видано 40 000 ключів в закриту бету в рамках програми Friends & Family. На той момент точна дата тестування була невідома, в офіційному Твіттері йшлося про жовтень. У результаті, власники ключів з PAX West, The International 2018 і інших джерел отримали доступ до бети за 10 днів до офіційного релізу — 19 листопада.
У вересні компанія Valve почала показувати публіці карти. Це відбувалося як в офіційному Твіттері гри, так і на стрімах і в спільнотах довірених творців контенту у соціальних мережах. Вже через 10 днів менеджер китайської кіберспортивної організації Newbee на особистому каналі запустив Artifact і показав не лише кілька десятків карт, але й інтерфейс гри.
17 листопада всі люди та студії з доступом до гри змогли транслювати і ділитися думками про неї. Artifact стала доступна для замовлення 10 листопада, тоді ж з'явилася інформація про мінімальні системні вимоги гри. Ті, хто оформив попереднє замовлення, змогли почати завантаження гри за кілька годин до офіційного релізу.

### Підтримка та перезапуск
Комерційний провал Artifact спонукав Valve звести до мінімуму її підтримку, що зводилась до виправлення дрібних помилок і невеликої зміни вартості карток. Проте гру не було закрито і 29 березня 2020 року Гейб Ньюелл повідомив, що триває робота над її перезапуском. За його словами «Ми провели експеримент, отримали негативний результат, і тепер нам потрібно подивитися чи здобули ми що-небудь з цього, тож давайте спробуємо ще раз».

## Оцінки й відгуки
| Агрегатор  | Оцінка |
| ---------- | ------ |
| Metacritic | 76/100 |

| Видання        | Оцінка |
| -------------- | ------ |
| Destructoid    | 8.5/10 |
| Game Informer  | 8.5/10 |
| GameSpot       | 8/10   |
| IGN            | 8.5/10 |
| Jeuxvideo.com  | 15/20  |
| PC Gamer (США) | 80/100 |
| PCGamesN       | 8/10   |

### Критика
Artifact отримала неоднозначний прийом після його анонсу на The International 2017 році. Відвідувачі турніру в основному висловили невдоволення. Трейлер, завантажений на YouTube, незабаром отримав негативні коментарі, а коментатори висловлювали розчарування Valve, що здавалося б, відмовляється від інших франшиз, таких як Half-Life, на користь останніх ігрових тенденцій. Оскільки Artifact не є безкоштовною, як багато її конкурентів, критика була спрямована також на модель монетизації гри, де деякі гравці та критики називали її «Pay to Win» (Плати аби вигравати). Адже нові карти слід купувати на ринку Steam або отримувати як винагороду в спеціальних заходах, участь в яких вимагає придбання віртуального квитка.
Однак ігровий процес і механічна глибина гри отримали високу оцінку, а Алі Джонс з PCGamesN в попередньому перегляді заявив, що гра була «заточена вище» інших карткових ігор, в які вона грала раніше. Він також додав, що гра успішно переймає елементи з двох різних жанрів, створюючи те, до чого він «сильно радий повернутися». Гра також порівнюється з Hearthstone Blizzard Entertainment, Майк Мінотті з Venture Beat розглядає Artifact як більш складний, глибокий варіант, який має шанс стати провідною грою на ринку колекційних карткових ігор. Також відзначаючи складність гри, Джуліан Бенсон з PCGamesN порівняв її більше з Magic: The Gathering, як і її творець Річард Гарфілд, який виступав головним дизайнером гри.
Тім Кларк з PC Gamer високо оцінив стиль гри та презентацію гри, зазначивши, що всі риси гри були новими та не були скопійовані безпосередньо з Dota 2. Джеймс Девенпорт з тієї ж публікації висловився, що геймплей схожий на Magic: The Gathering, і заявив, що, хоча гра спочатку виглядала «надзвичайно складною», для розуміння та початку гри йому не потрібно було багато часу.
Ерік Ван Аллен з Polygon додав, що в той час як гра вимагає інвестицій, вони будуть «вельми корисними» для тих, хто тримався за неї і не заперечував проти її монетизації.

### База користувачів
Аудиторія Artifact за два місяці після виходу знизилася з 60 000 при запуску до трохи більше 1500, що складає 95 % втрат . До травня 2019 року інтерес до Artifact був настільки низьким, що категорію Twitch до гри задля привернення глядачів почали використовувати для трансляції порнографії та іншого контенту, що порушував умови обслуговування вебсайту. Це спонукало Twitch тимчасово заблокувати нові трансляції. До липня 2019 року в грі було менше 100 одночасних гравців. У липні 2019 гра мала лише сотню гравців одночасно.
На думку Гарфілда, Artifact не стала успішною, оскільки зазнала масованої критики на ранніх стадіях, через очевидну вимогу оплати за переможні механіки. Це віднаджувало потенційних новачків і не дозволяло грі та економіці гравців прийти до стабільного стану, де вартість виграшних колод була б нарівні з іншими цифровими ККІ, такими як Hearthstone. Програміст Джип Барнетт заявив, що Artifact є найбільшою невідповідністю очікуванням від Valve.

### Нагороди
Гра була висунута на нагороду в номінації «Гра, стратегія» в Національній академії рецензентів торгівлі відеоіграми; на «Найкращий звук в інтерактиві» та «Найкраща оригінальна хорова композиція» на G.A.N.G. Awards 2019 року.